# Hermann Kusmanek von Burgneustädten
Hermann Kusmanek von Burgneustädten (Hermannstadt, 16 settembre 1860 – Vienna, 7 agosto 1934) è stato un generale austro-ungarico.

## Biografia
Figlio di un agente di pubblica sicurezza, Hermann Kusmanek von Burgneustädten entrò a 19 anni nell'accademia militare di Wiener Neustadt ove rimase sino al 1879 e con una brillante carriera raggiunse lo status di ufficiale di carriera.
Dal 1900 al 1906 venne inquadrato nel governo quale capo della cancelleria del Ministero della Guerra austro-ungarico anche per via delle sue conoscenze linguistiche personali che spaziavano dal tedesco all'ungherese, dal francese al rumeno.
Nel 1911 venne trasferito al servizio attivo e venne posto a comando della 28. Infanterietruppendivision ove rimase sino al 1913.
Nel maggio del 1914 venne nominato comandante della fortezza di Przemyśl ed al completamento della stessa, il 4 novembre 1914, ricevette la nomina a generale di fanteria. Il 23 marzo 1915 la fortezza di Przemysl cadde nel suo secondo assedio e sino al 1918 egli rimase prigioniero dei russi assieme ai compagni. Mentre si trovava in cattività, nel maggio del 1917, venne promosso General Oberst, generale colonnello (GO). Rilasciato poco dopo, i suoi guai non erano destinati a terminare con l'armistizio, in quanto in patria venne accusato di tradimento dinanzi alla corte marziale dell'esercito austriaco con l'accusa di essersi volontariamente consegnato ai nemici ed aver ceduto loro una delle principali piazzeforti della regione, ma il processo non venne portato avanti e la condanna si insabbiò.
Ritiratosi dalla vita militare, morì a Vienna il 7 agosto 1934 assistito dalle due figlie.